# Aloe inconspicua
Aloe inconspicua é uma espécie de liliopsida do gênero Aloe, pertencente à família Asphodelaceae.